# نوک‌قیفی بزرگ
نوک‌قیفی بزرگ (نام علمی: Oreomanes fraseri) نام یک گونه از تیره فرخنده است.